# 망치고등어
망치고등어(Scomber australasicus)는 고등어과에 속하는 바닷물고기이다. 영어에서는 '일본고등어(Japanese mackerel)', '태평양고등어(Pacific mackerel)' 등으로 불리고 있지만, 참고등어(Scomber japonicus)도 이와 같은 속칭이 있다는 점을 유의해야 한다. 흔히 '점박이고등어(spotted mackerel)'라고도 한다. 태평양, 홍해, 아덴만과 오만 일대 수역과 같은 열대, 아열대 해역에 서식하며, 해수면부터 수심 200m까지 자리잡고 있다. 일본어로 '고마사바('참깨 고등어'라는 뜻)'으로 지칭된다. 길이는 30cm에서 55cm까지이며 무게는 1kg이 넘을 때가 있다.
참고등어와 비슷한 점이 많지만 배에 점이 있고 몸체가 비교적 작다는 점에서 차이가 난다.

## 사냥
식욕이 왕성하며 아무거나 잘 먹기로 알려진 망치 고등어는 멸치를 통째로 삼키기도 하며, 미끼를 삼키고 그것을 덥썩 물기도 한다. 미치광이처럼 집단으로 모여들때는 담배꽁초 같이 물고기가 아닌 사물에도 몸을 부딪친다. 이점에서 몸집이 작은 편치고는 공격력이 좋은 편이다.

## 음식
종종 '사바'라는 스시 음식에 쓰이지만, 불에 굽거나 끓일 때 강한 풍미를 낸다. 대한민국에서 '참고등어'라 불리는 처브고등어(Scomber japonicus)와 다르게 맛은 대체로 떨어지지만 시간이 지나도 참고등어에 비해 그 맛이 비교적 유지되는 편이라고 한다.